# Pablo Puyol
Pablo Puyol Ledesma (Málaga, 1975. december 26. –) spanyol színész, táncos és énekes.

## Élete
A Málaga-i Escuela Superior de Arte Dramático de Málagan hallgatott drámát, majd Madridban kezdte színészi pályafutását, ahol a Grease című musicalben szerepelt, utána több tv-sorozatban és rövidfilmben szerepelt, majd ő is csatlakozott az Egy lépés előre (Un paso adelante) csapatához, amiben Pedro Salvadort alakította. A sorozat után 2007-ben a Szépség és a Szörnyeteg című musicalben Gastont alakította, mellette a Los Serrano című sorozat utolsó évadjában tűnt fel.

## Filmjei
- 2000 En malas compañías, rendező: Antonio Hens
- 2002 Piedras, rendező: Ramón Salazar
- 2002–2005 Egy lépés előre (Un paso adelante)
- 2004 Casi perfectos - La visita de los suegros de Andrés
- 2004 Tánger, rendező: Juan Madrid
- 2005 20 centímetros, rendező: Ramón Salazar
- 2005 McGuffin, rendező: Juanma R. Pachón
- 2006 No te duermas, rendező: Salvador Jiménez
- 2006 Tirando a dar
- 2007 Chuecatown, rendező: Juan Flahn
- 2007 Clandestinos, rendező: Antonio Hens
- 2008 Los Serrano
- 2008 La conjura de El Escorial, rendező: Antonio del Real
- 2008 Prime Time, rendező: Luis Calvo Ramos
- 2008 Generación DF
- 2012 Gallino, the Chicken System, rendező: Carlos Atanes
- 2014 ¿Caen piedras del cielo?, rendező: R. Robles Rafatal
- 2016 ¿Qué fue de Jorge Sanz?, rendező: David Trueba